# 蔡松龄
蔡松龄（1913年1月1日—1976年12月19日），男，安徽萧县人，中国话剧演员、导演，曾任河北省话剧团团长。